# NGC 6823
إن جي سي 6823 (باللاتينية: NGC 6823) في علم الفلك، هو تجمع نجمي مفتوح من التصنيف I3pn ويرى هذا التجمع في اتجاه كوكبة الثعلب في القبة السماوية الشمالية. تبلغ شدة لمعانه +7,10 قدر ظاهري ويبلغ قطره الزاوي نحو 12' (أي نحو 12 دقيقة قوسية) . يبعد تجمع إن جي سي 6823 عن الأرض بمسافة 6.000 سنة ضوئية ؛ أي أنه ينتمي لمجرتنا التاي يبلغ قطرها نحو 200.000 سنة ضوئية. هذا التجمع النجمي يقع في وسط السديم الكوكبي NGC 6820
بالقرب من مسييه 27 . يبلغ قطره بالسنين الضوئية نحو 50 سنة ضوئية ؛ ويقدر عمره بنحو مليونَي سنة.
اكتشف العالم الفلكي فيلهلم هيرشل التجمع النجمي إن جي سي 6823 في يوم 17 يوليو 1785 .

## اقرأ أيضا
- إن جي سي 2818
- خماسية ستيفان